# Philip James de Loutherbourg
Philip James de Loutherbourg (ur. 31 października 1740 w Strasburgu, zm. 11 marca 1812 w Chiswick) – brytyjski malarz, grafik i scenograf teatralny pochodzenia francuskiego. 

## Życiorys
Urodził się Strasburgu w rodzinie pochodzącego ze Szwajcarii grawera i malarza miniaturzysty Philipa Jacoba de Loutherbourga. W 1755 przeniósł się z rodziną na stałe do Paryża, gdzie podjął studia artystyczne. Jego nauczycielami byli m.in. Charles André van Loo, Francesco Giuseppe Casanova. Debiutował jako malarz pejzażysta, malował sztormy i sceny batalistyczne. W 1767, pomimo młodego wieku, został członkiem Królewskiej Akademii Malarstwa i Rzeźby.
Przełomem w karierze malarza był wyjazd do Anglii w 1771, gdzie został zatrudniony przez Davida Garricka w Theatre Royal przy Drury Lane. Loutherbourg zajmował się tworzeniem nowatorskich dekoracji teatralnych i efektów specjalnych, które podziwiali liczni artyści, m.in. Joshua Reynolds. W 1781 artysta został członkiem Royal Academy of Arts.
Największym sukcesem Loutherbourga było wynalezienia eidophusikonu. Był to miniaturowy, mechaniczny teatr o wymiarach sceny 2 na 1 metr. Dzięki dźwigniom i przekładniom oraz zmieniającemu się oświetleniu uzyskiwano efekt ruchu i plastyczności. Przedstawiano „żywe sceny” naśladujące zjawiska naturalne, widoki miast oraz sceny katastroficzne. Eidophusikon był przez kilka lat jedną z najpopularniejszych rozrywek w Londynie, uchodzi obecnie za wynalazek zapowiadający kino.
Loutherbourg malował do końca życia, tworzył sceny bitew, mariny i malownicze pejzaże. Wykonywał również liczne grafiki, m.in. akwatinty, zilustrował też Biblię wydaną przez Thomasa Macklina w 1800.
Oprócz sztuki artysta zajmował się również okultyzmem i alchemią, miał też zajmować się uzdrawianiem za pomocą metod duchowych, jego przyjacielem i mentorem był Alessandro di Cagliostro.
Największe zbiory prac malarza posiadają muzea w Leicester, Farnham i Derby Museum and Art Gallery.